# Ola Ström
För andra betydelser, se Ola Ström (olika betydelser).
Ola Gustaf Ström, född 21 februari 1948 i S:t Petri församling i Malmö, är en svensk skådespelare, musiker och TV-producent.
Han började sin karriär som gitarrist i popbandet Gonks på 1960-talet.

## Samarbetet med Per Dunsö
Ström läste musikvetenskap vid Lunds universitet 1971-1972. Där träffade han sin blivande samarbetspartner Per Dunsö. Deras samarbete har resulterat i en lång rad barnprogram i radio och TV, bland annat Sångbåten,  Drömplanket, Dörren, Toffelhjältarna, Solstollarna och Cozmoz.
Bland Ola Ströms mest kända rollfigurer kan nämnas direktör Knegoff i Solstollarna och sekreteraren Ulla-Bella.
Efter TV-produktionerna på 1980-talet har Ola Ström arbetat för Unicef och föreläst om FN:s barnkonvention och barns utsatthet. Han skriver kåserier för olika tidningar och är även anlitad som konferencier och underhållare i olika sammanhang. Han bor numera i Thailand.